# David Mathayo David
David Mathayo David (* 24. Juli 1969) ist ein tansanischer Politiker der Chama Cha Mapinduzi (CCM), der zwischen 2010 und 2013 Minister für Viehzucht und Fischereientwicklung war.

## Leben

### Studien, Universitätslektor und Parteifunktionär
David Mathayo David besuchte von 1978 bis 1984 die Marindi Primary School und erwarb dort ein Certificate of Primary Education Examination (CPEE). Im Anschluss war er zwischen 1985 und 1988 Schüler der Galanos Secondary School, die er mit einem Certificate of Secondary Education Examination (CSEE) abschloss. Danach besuchte er von 1989 bis 1991 die Tosamaganga Secondary School und verließ diese mit einem Advanced Certificate of Secondary Education Examination (ACSEE). 1992 begann er ein Studium im Fach Tiermedizin an Sokoine University of Agriculture (SUA), die nach dem am 12. April 1984 gestorbenen Premierminister Edward Moringe Sokoine benannt wurde, und schloss dieses 1997 mit einem Bachelor (Bachelor of Veterinary Medicine) ab. Während des Studiums begann er sein politisches Engagement für die Chama Cha Mapinduzi (CCM) und war zwischen 1997 und 2002 Mitglied des Rates der Jugendliga der CCM sowie zudem von 1997 bis 2007 Mitglied des Nationalen Exekutivrates der CCM.
David war danach von 1998 bis 2005 als Seniorlektor in Botswana tätig. Er absolvierte zudem zwischen 1998 und 2001 ein postgraduales Studium an der Universität Pretoria und schloss dieses mit einem Master of Science (MSc) ab. Zudem absolvierte er in Indien zwischen 1998 und 1999 einen postgradualen Studiengang im Fach Öffentliche Verwaltung sowie von 1999 bis 2000 im Fach Internationale Beziehungen und schloss beide mit einem Diplom ab. 2001 begann er sein Promotionsstudium an der Universität des Freistaates und schloss dieses 2003 mit einem Doctor of Philosophy (Ph.D.) ab.

### Abgeordneter, Vizeminister und Minister
David Mathayo David wurde 2005 für die Chama Cha Mapinduzi (CCM) erstmals Mitglied der Nationalversammlung, der sogenannten Bunge, und gehört dieser nach seinen Wiederwahlen 2010 und 2015 als Vertreter des Wahlkreises Same Magharibi bis 2020 an. Zu Beginn seiner Parlamentszugehörigkeit war er zwischen 2005 und 2006 Mitglied des Ausschusses für Wirtschaft, Industrie und Handel (Economic affairs, Industries and Trade Committee) sowie zugleich vom 6. Januar bis zum 16. Oktober 2006 Vizeminister für Industrie, Handel und Marketing. Des Weiteren wurde er 2005 Mitglied des Politischen Komitees der CCM in einem Distrikt und gehörte diesem Gremium bis 2015 an. Er war von 2006 bis 2013 Mitglied des Parlamentsausschusses für Landwirtschaft, Viehzucht und Wasser (Agriculture, Livestock and Water Committee). Daneben wurde er am 17. Oktober 2006 Vizeminister für Landwirtschaft, Ernährungssicherheit und Genossenschaften und bekleidete dieses Amt bis zum 30. Oktober 2010.
Am 28. November 2010 wurde David in das zweite Kabinett von Staatspräsident Jakaya Kikwete berufen und übernahm dort als Nachfolger von John Magufuli das Amt als Minister für Viehzucht und Fischereientwicklung (Minister of Livestock and Fisheries Development) und behielt dieses Amt bis zum 20. Dezember 2013. Daneben wurde er 2012 Mitglied des Nationalen Exekutivrates der CCM und gehörte diesem Gremium bis 2017 an. Nach seinem Ausscheiden aus der Regierung war er von 2013 bis 2015 Mitglied des Parlamentsausschusses für Regionalverwaltung und kommunale Regierungsangelegenheiten (Regional Administration and Local Government Affairs Committee) sowie danach zwischen 2015 und 2018 Mitglied des Ausschusses für Verfassung und Recht (Constitution and Legal Affairs Committee).